# Heinrich von Vietinghoff
Heinrich von Vietinghoff (o Heinrich-Gottfried von Vietinghoff, genannt Scheel) (Maguncia, 6 de diciembre de 1887 - Pfronten, 25 de febrero de 1952) fue un militar alemán que sirvió bajo el Imperio alemán, la República de Weimar y el Tercer Reich. Alcanzó el grado de Coronel General en la Wehrmacht durante la Segunda Guerra Mundial, en la que destacó especialmente por su papel al frente del X Ejército en la campaña de Italia, siendo condecorado con la Cruz de Caballero de la Cruz de Hierro con Hojas de Roble.

## Orígenes y formación
Heinrich von Vietinghoff nació en la ciudad de Maguncia, que a la sazón formaba parte del Gran Ducado de Hesse, uno de los Estados que configuraban el Imperio alemán. Los Vietinghoff son una familia de la nobleza inmemorial de Westfalia extendida por todo el norte de Europa; la rama alemana luterana-evangélica tomó el nombre Vietinghoff gen. Scheel. Heinrich entró en el Ejército a la edad de 15 años (y tuvo que mentir sobre su verdadera edad durante unos años). Su carrera militar recibió al comienzo un fuerte impulso de sus padres, el teniente general de Artillería prusiano Heinrich Otto Konrad von Vietinghoff gen. Scheel (1857-1917) y la condesa Leona von Vietinghoff gen. Scheel, nacida von Schmettow (1861-1942).

## Carrera militar

### Segunda Guerra Mundial

#### Polonia
El 24 de noviembre de 1938, von Vietinghoff fue designado como nuevo comandante en jefe de la 5.ª División Panzer, participando en la invasión alemana de Polonia de 1939 bajo el mando de Wilhelm Ritter von Leeb, en el seno del Grupo de Ejércitos Norte.
El 26 de octubre de 1939 toma el mando del XIII Cuerpo de Ejército.

#### Balcanes
El 1 de junio de 1940 fue ascendido a General der Panzertruppe, mandando poco después, desde el 1 de noviembre de 1940, el XXXXVI Cuerpo de Ejército Panzer durante la Operación Marita, la invasión de Grecia y Yugoslavia.

#### Unión Soviética
Durante la Operación Barbarroja en junio de 1941, su Cuerpo de Ejército formaba parte del Grupo de Ejércitos Centro, al mando del general Fedor von Bock. Von Vietinghoff estuvo más tarde igualmente a las órdenes del general Heinz Guderian, comandante del 2.º Ejército Panzer. El 1 de septiembre de 1942 fue nombrado para mandar el IX Ejército.

#### Francia
Entre el 1 de diciembre de 1942 y el 31 de julio de 1943 fue nombrado nuevo comandante en jefe del XV Ejército alemán, desplegado como fuerza militar de ocupación en Francia.

#### Italia

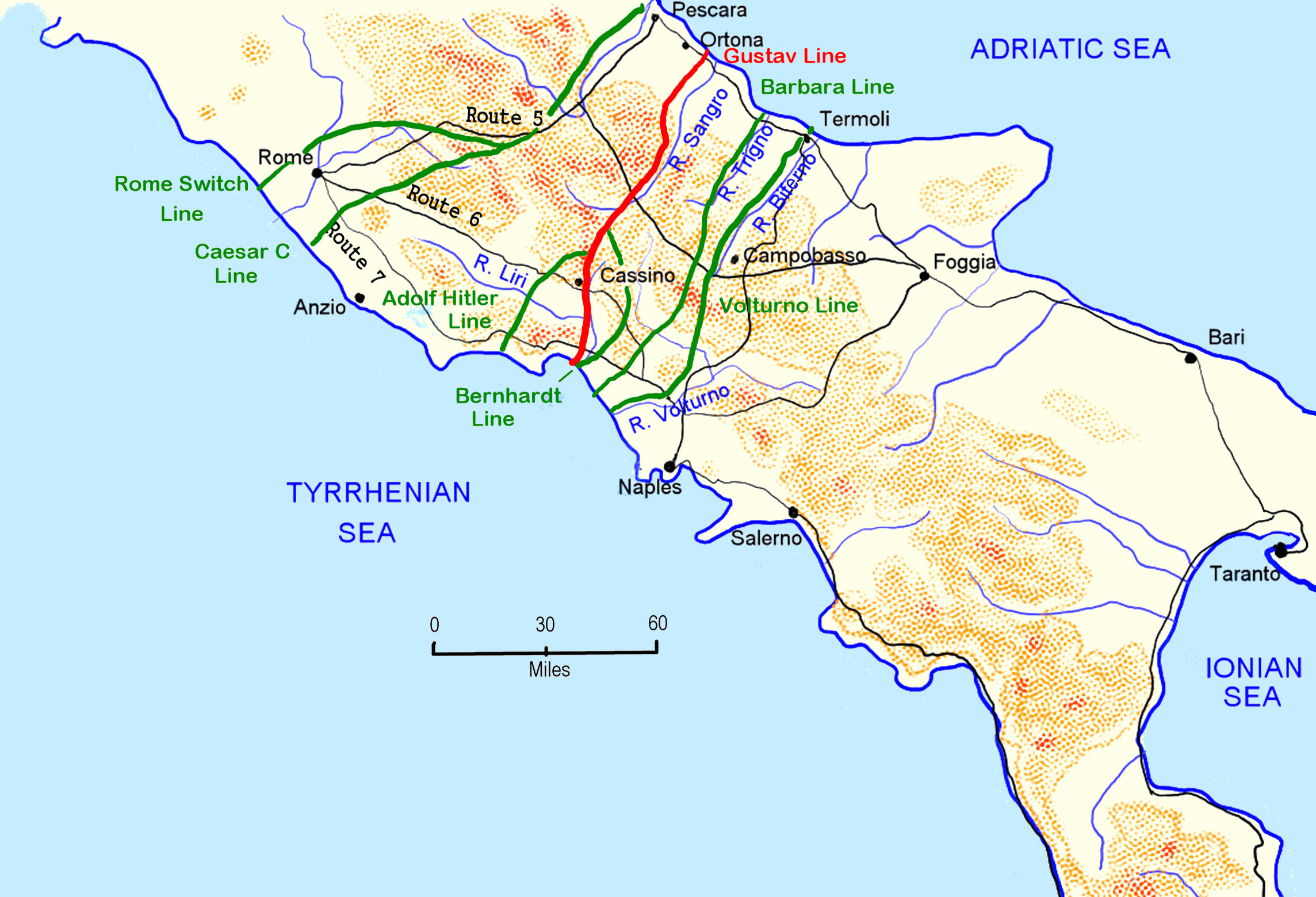
Líneas defensivas en Italia durante la campaña de Italia, incluyendo la Línea Gustav marcada en rojo.

En Italia a partir del 15 de agosto de 1943 estuvo al mando del X Ejército, que era el encargado de mantener la defensa en la península retrasando lo más posible el avance hacia el norte de las tropas de los Aliados, lo que llevó a cabo mediante sucesivas líneas defensivas fortificadas a través de toda Italia.
Notable en este contexto fue su defensa en la Línea Gustav entre noviembre de 1944 y mayo de 1945, así como la lucha en el otoño de 1944 en la Línea Gótica.
En octubre de 1944 mandó temporalmente el Grupo de Ejércitos C en Italia, después de que el mariscal Albert Kesselring resultase herido de consideración en un accidente de coche.

#### Frente Oriental
El 29 de enero de 1945, al regreso de Kesselring, abandonó Italia por haber sido destinado a tomar el mando del Grupo de Ejércitos de Curlandia en la Prusia Oriental.

#### Italia
Cuando Kesselring fue encargado en marzo de 1945 de tomar el mando del Grupo de Ejércitos del Oeste en Francia, von Vietinghoff regresó como jefe supremo alemán en Italia.
Se rindió a los Aliados el 2 de mayo de 1945, siendo internado como prisionero de guerra en el Campo Especial 11 en Bolzano (Italia) el 23 de mayo de 1945.
Heinrich von Vietinghoff murió el 23 de febrero de 1952 en la localidad de Pfronten, en la región de Baviera (República Federal de Alemania).

## Hoja de servicios
1. Fähnrich: 6 de marzo de 1906.
2. Leutnant: 27 de enero de 1907.
3. Hauptmann: 24 de junio de 1915.
4. Major: 1 de marzo de 1926.
5. Oberstleutnant: 1 de febrero de 1931.
6. Oberst: 1 de abril de 1933.
7. Generalmajor: 1 de abril de 1936.
8. Generalleutnant: 1 de marzo de 1938.
9. General der Panzertruppe: 1 de junio de 1940.
10. Generaloberst: 1 de septiembre de 1943.[2]

## Condecoraciones
1. Cruz de Caballero de la Cruz de Hierro - 24 de junio de 1940.
2. Hojas de Roble (Núm. 456) para la Cruz de Caballero - 16 de abril de 1944.
3. Cruz alemana en oro - 22 de abril de 1942.
4. Orden Real Prusiana de la Orden de la Casa de los Hohenzollern, Cruz de Caballero con Espadas - 18 de abril de 1918.
5. Cruz de Hierro de primera clase (1914) - 23 de abril de 1915.
6. Cruz de Hierro de segunda clase (1914) - 13 de septiembre de 1914.
7. Broche de 1939 para la Cruz de Hierro, de primera clase - 28 de septiembre de 1939.
8. Broche de 1939 para la Cruz de Hierro, de segunda clase - 21 de septiembre de 1939.
9. Medalla de la Campaña de Invierno en Rusia 1941-1942
10. Orden Sajona de Alberto, Caballero de segunda clase con Espadas.
11. Cruz al Mérito Militar de Mecklemburgo-Schwerin, segunda clase.
12. Cruz por Mérito en la Guerra de Sajonia-Meiningen.
13. Cruz Hanseática de Lübeck.
14. Cruz de Honor 1914-1918.
15. Premio al Servicio Continuado en las Fuerzas Armadas, primera clase (25 años).
16. Premio al Servicio Continuado en las Fuerzas Armadas, tercera clase (12 años)
17. Orden de la Corona de Hierro, austriaca, tercera clase con condecoración.
18. Cruz al Mérito Militar, austro-húngara, tercera clase con Condecoración.
19. Medalla Turca de Guerra (Creciente de Hierro).
20. Orden al Mérito Militar (Bulgaria), Cruz de Oficial.
21. Insignia de Combate de Tanques (plata) (Panzerkampfabzeichen)
22. Medalla de Herido en negro – Primera Guerra Mundial.[2]

## Nota
1. ↑  En los nombres propios alemanes, von es una preposición que significa aproximadamente 'de' o 'desde' y que normalmente denota algún tipo de nobleza.